# Golfe-Juan

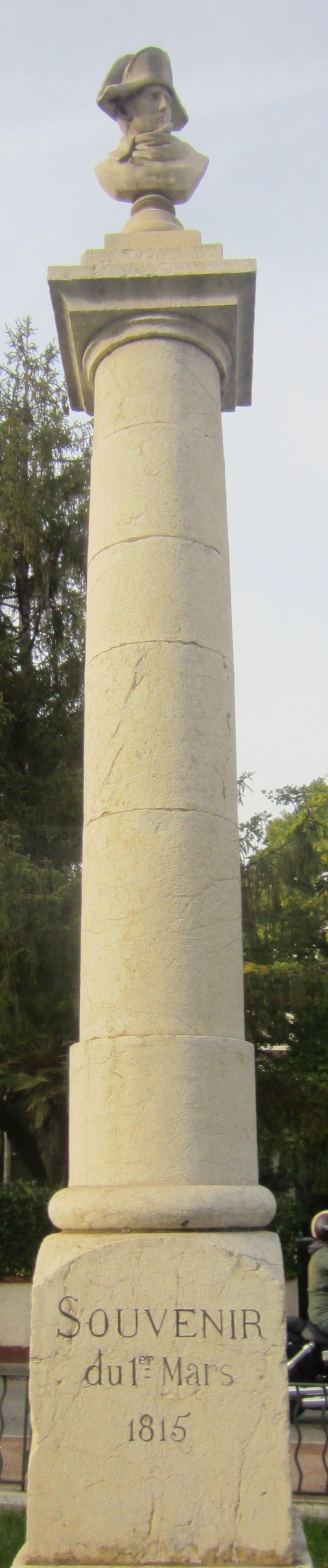
Gedenkteken van de landing van Napoleon te Golfe-Juan

Golfe-Juan is een badplaats aan de Côte d'Azur in Frankrijk. Het plaatsje behoort tot de gemeente Vallauris en ligt in het midden tussen Cannes en Antibes, op ongeveer vijf kilometer afstand van beide plaatsen, in het departement Alpes-Maritimes dat deel uitmaakt van de regio Provence-Alpes-Côte d'Azur. Hoewel het geen zelfstandige gemeente is, hebben de inwoners toch een eigen naam: Golfe-Juanais.

## Geschiedenis
Op 1 maart 1815 trad Napoleon Bonaparte met zeshonderd man aan land in Golfe-Juan nadat hij uit zijn ballingschap op Elba ontsnapt was. Zijn terugkeer naar Parijs, waarvan een gedeelte gememoreerd wordt door het toeristische traject route Napoléon, en de dagen tot aan zijn uiteindelijke ondergang tijdens de slag bij Waterloo staan bekend als de Honderd Dagen.

## Verkeer een toerisme
De plaats is op de spoorwegen aangesloten met het eigen treinstation: Golfe Juan-Vallauris.
De badplaats ligt aan de gelijknamige bocht, Golfe Juan, en beschikt over een jachthaven en een oude vissershaven. Vanuit de kustplaats heeft men bij goed weer uitzicht op de Lérins-eilanden.
Porte-Juan ligt op ongeveer twintig kilometer van luchthaven Nice Côte d'Azur.

## Overige
De Franse kunstschilder Paul Signac (1863-1935) maakte in 1896 een schilderij van Golfe Juan in de stijl van het pointillisme.

## Geboren
- Martial Raysse (1936), popart-kunstenaar, medeoprichter van de kunstbeweging nouveau réalisme